# Capasa nundata
Capasa nundata là một loài bướm đêm trong họ Geometridae.